# Bardolino
Bardolino é uma comuna italiana da região do Vêneto, província de Verona, com cerca de 6.315 habitantes. Estende-se por uma área de 54,82 km², tendo uma densidade populacional de 117 hab/km². Faz fronteira com Affi, Cavaion Veronese, Costermano, Garda, Lazise, Manerba del Garda (BS), Moniga del Garda (BS), Padenghe sul Garda (BS), Pastrengo.

## Demografia
| Variação demográfica do município entre 1861 e 2011                               |
|                                                                                   |
| Fonte: Istituto Nazionale di Statistica (ISTAT) - Elaboração gráfica da Wikipedia |